# District d'Arbois
Le district d'Arbois ou de Salins est une ancienne division territoriale française du département du Jura de 1790 à 1795.
Il était composé des cantons de Arbois, Salins, Aresches, Mignovillards, Nozeroy, Port Lesney, Vers sous Seillieres et Villers Sarlay.